# 3577 Putilin
3577 Putilin è un asteroide della fascia principale. Scoperto nel 1969, presenta un'orbita caratterizzata da un semiasse maggiore pari a 3,9424221 UA e da un'eccentricità di 0,1948958, inclinata di 3,74282° rispetto all'eclittica.